# Leipzig (1929)
«Лейпциг» — лёгкий крейсер Кригсмарине времён Второй мировой войны. Вместе с однотипным «Нюрнбергом» представлял собой развитие крейсеров типа «К».

## История создания
В боевой состав германских ВМС в течение 1920-х годов вошли четыре лёгких крейсера. Три последних, представлявших собой тип «К», являлись серьёзным успехом как в области собственных ТТХ, ставивших их на лидирующие позиции в своем классе, так и в области технологичности их постройки. В 1928 году немецкий конструктор Блешчмидт получил задание на проектирование очередного легкого крейсера для германского флота. Новый проект крейсеров получил условное обозначение «тип Е».

## Конструкция
За основу проекта были взяты предшественники — крейсера типа «К». К числу наиболее существенных отличий относилось: сведение дымоходов котлов в одну трубу, расположение кормовых башен ГК в диаметральной плоскости (в отличие от расположение уступом на типе «К»).
Конструкцию корпуса усилили, применили були, охватывавшие броневой пояс, и бульбообразную носовую оконечность. Пояс с наклоном 18° наружу имел толщину 50 мм в средней части, 20 мм в носу и 35 мм в корме. Толщину броневой палубы в месте стыка с нижней кромкой пояса увеличили с 20 до 25 мм, к бортам палуба закруглялась в виде дуги.

## Служба

### Предвоенные годы
Корабль под обозначением Kreuzer «E» («Ersatz Amasone» — замена крейсера «Амазоне») был заложен на Военно-морской верфи в Вильгельмсхафене 16 апреля (по другим данным, 14 апреля) 1928 года. 18 октября 1929 года (в очередную годовщину «Битвы Народов» с Наполеоном в 1815 году у Лейпцига), крейсер спустили на воду и назвали «Лейпцигом».
8 октября1931 года начались испытания корабля, а 18 августа этого же года крейсер зачислили в состав Разведывательных сил флота. Первые годы службы корабль провёл в многочисленных походах, в том числе с посещением зарубежных портов, в учениях флота, проводил боевую подготовку. В июле 1934 года «Лейпциг» совместно с крейсером «Кёнигсберг» совершает визит в Портсмут — первый визит кораблей ВМС Германии в Великобританию с 1914 года. Время от времени «Лейпциг» являлся флагманским кораблём Разведывательных Сил.
В 1935 году, после окончания действия Версальских ограничений, на корабле монтируется авиационное оборудование. С августа по октябрь 1936 года, после ремонта в Вильгельмсхафене с марта по май и в июне 1937 года крейсер совершал походы в испанские воды, где шла Гражданская война, в которой Германия поддерживала сторонников Франко. 15 и 18 июня крейсер был атакован неизвестными подводными лодками.
С декабря 1938 по март 1939 года корабль находился в ремонте на верфи «Дойче Верке» в Киле. 23 марта в составе эскадры принимает участие в присоединении к Германии Мемеля (Клайпеды). 23 августа (по другим данным, 24 августа) 1939 года «Лейпциг» приступил к блокаде польского побережья.

### Вторая Мировая война
В начальный период войны крейсер занимался разного рода минными постановками, поиском вражеских и нейтральных судов с контрабандой в составе различных соединений надводных кораблей.
Во время одной из заградительных операций 13 декабря 1939 года крейсер был торпедирован британской подводной лодкой «Salmon» и получил серьёзные повреждения.
27 февраля 1940 года «Лейпциг» исключили из списков флота, но было принято решение восстанавливать его в качестве учебного крейсера. С него сняли 4 котла, вместо них оборудовали кубрики для курсантов. Скорость хода в результате упала до 14 узлов. 1 декабря 1940 года «Лейпциг» вновь вошёл в состав флота, его приписывают к артиллерийской и торпедной школам.
В июне — июле 1941 года крейсер находился, вместе с другими боевыми кораблями Кригсмарине, в норвежских водах, а в сентябре 1941 года вошёл в состав южной группы соединения, получившего название «Балтийский флот», базирующейся в Лиепае. Целью его стало недопущение ухода советских кораблей в Швецию в случае их прорыва из Ленинграда. После расформирования соединения, в конце сентября участвовал в обстреле советских позиций на Моонзундских островах. Во время этого задания подвергся торпедной атаке, вероятнее всего, со стороны советской подводной лодки «Щ-319» капитан-лейтенанта Н. С. Агашина. В октябре корабль возвращается к выполнению обязанностей учебного крейсера.
4 марта 1943 года «Лейпциг» исключили из списков флота со спуском военно-морского флага. 1 августа этого же года вновь вошёл в строй как учебный корабль для рулевых и штурманов. 15 октября 1944 года тяжело повреждён в результате столкновения с тяжёлым крейсером «Принц Ойген», после чего исключён из списков флота и превращён в несамоходный учебный корабль.
В марте 1945 года крейсер обстреливал наступавшие советские войска, 25 марта «Лейпциг» ушёл с рейда Хела на запад, увозя с собой около 500 беженцев и раненых. Переход проходил на дизелях с небольшой скоростью. Несмотря на угрозу со стороны советской авиации и подводных лодок, «Лейпциг» благополучно добрался до района севернее Фленсбурга.
После капитуляции Германии некоторое время служил в качестве плавучей казармы в Вильгельмсхафене. 11 июля 1946 года «Лейпциг» был затоплен в точке с координатами 57°53’N/06°13’E. На борту корабля находилась часть запасов газового оружия Вермахта (по другим данным, «Лейпциг» был затоплен 20 июля и без химического оружия).